# Joaquim Augusto do Livramento
Joaquim Augusto do Livramento (Desterro, 14 de fevereiro de 1820 — Desterro, 7 de maio de 1883) foi um advogado e político brasileiro.

## Vida
Filho de Joaquim Luís do Livramento e de Ana Maria de Jesus. Casou com Dulce Pórcia de Albuquerque Cavalcanti do Livramento, filha de José Mariano de Albuquerque Cavalcanti e de Cândida Rosa de Melo. Deste consórcio nasceram, entre outros, Artur Cavalcanti do Livramento, Hortência Augusta Cavalcanti do Livramento, mãe de Fúlvio Aducci, e Afonso Cavalcanti do Livramento.
Bacharel em direito pela Faculdade de Direito de São Paulo, em 1843.

## Carreira
Foi deputado à Assembleia Legislativa Provincial de Santa Catarina na 6ª legislatura (1846 — 1847), na 9ª legislatura (1852 — 1853), na 10ª legislatura (1854 — 1855), na 11ª legislatura (1856 — 1857), e na 15ª legislatura (1864 — 1865).
Foi deputado geral na 7ª legislatura (1848 — 1849), na 8ª legislatura (1850 — 1853), e na 9ª legislatura (1853 — 1856).
Foi vice-presidente da província de Santa Catarina, nomeado por carta imperial de 27 de julho de 1878, assumindo a presidência interina por duas vezes, de 9 de março a 5 de abril de 1882 e de 30 de junho a 6 de setembro de 1882.